# Modřín japonský
Modřín japonský (Larix kaempferi podle Engelberta Kämpfera) je opadavý jehličnatý jednodomý strom. Jméno je odvozeno z jeho původu – pochází z Japonského souostroví. Všechny taxony rodu modřín (Larix) jsou řazeny do čeledi borovicovitých.

## Vzhled
Strom je až 45 metrů vysoký s korunou široce kuželovitou. Větve má vodorovné, které jsou na koncích vždy vztyčené k vrcholu koruny. Borka je šupinatá. Mladé větvičky jsou často ojíněné a oproti modřínu opadavému (Larix decidua) jsou výrazně tmavší (nejčastěji mají barvu oranžovočervenou, hnědou nebo až do purpurovou). Pupeny typicky vykazují velký obsah pryskyřice. Samčí šištice jsou žluté s maximální délkou 10 mm a rostou na spodní straně větviček. Naproti tomu samičí jsou červeno-fialově zbarvené o délce nejvýše 30 mm a rostou do vzpřímené polohy. Samičí i samčí šištice vyrůstají v průběhu března až dubna. Dozrálé samičí šištice jsou podobně jako u modřínu opadavého hnědavě zbarvené, jejich semenné šupiny jsou však otevřenější.

## Nároky na stanoviště, rozšíření
V Japonsku roste jen na půdách vulkanického původu v nadmořských výškách od 1300 do 2900 metrů nad mořem. Vyžaduje též deštivé a vlhké prostředí, proto je v Evropě hojně vysazován především u mořského pobřeží.

## Dřevo
Jádro je tmavé, vnější dřevo je světlé, ale rychle tmavne. Využívá se především ve stavebnictví (domy, lodě, laťky, obložení).

## Zajímavosti
Modřín japonský je méně citlivý na průmyslově znečištěné ovzduší (hlavě proti kyselému dešti) než modřín opadavý a také méně než mnoho jiných jehličnatých dřevin, proto se často vysazuje v Evropě v parcích velkých měst. Zatím není známa příčina této odolnosti, ale předpokládá se, že je tomu tak díky silnější voskové vrstvě na jehlicích. Pravděpodobně tomu přispívá i fakt, že každoročně shazuje jehlice a tím se škodliviny nedostávají tolik do samotného dřeva.

## Hybridní druh
Před více než sto lety vznikl mezi modřínem opadavým a modřínem japonským kříženec – modřín euroasijský (Larix × eurolepis). Znaky stromu mají charakteristické rysy obou rodičů v rovnoměrném zastoupení (půl na půl). Nedá se tedy říci, jakému druhu je tento kříženec více podobný.

## Galerie

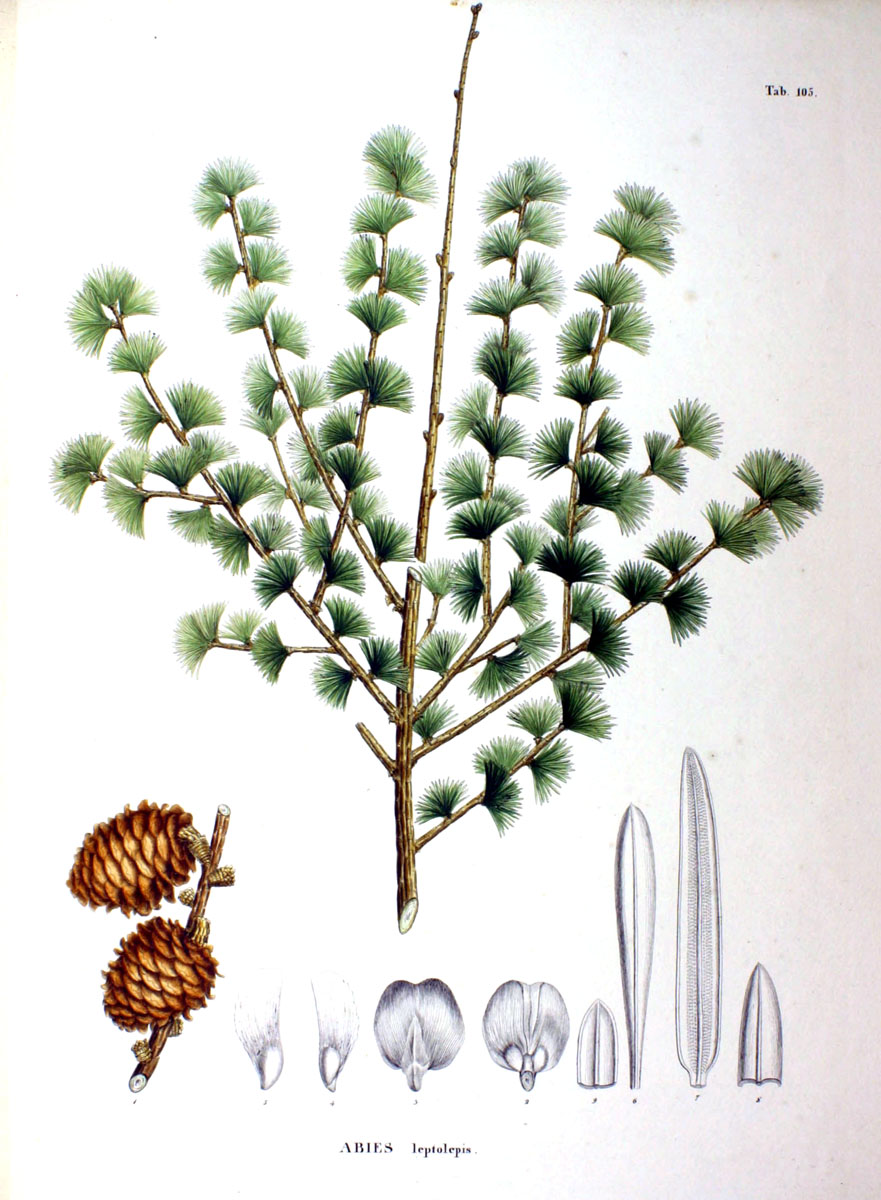
Větvička a šištice
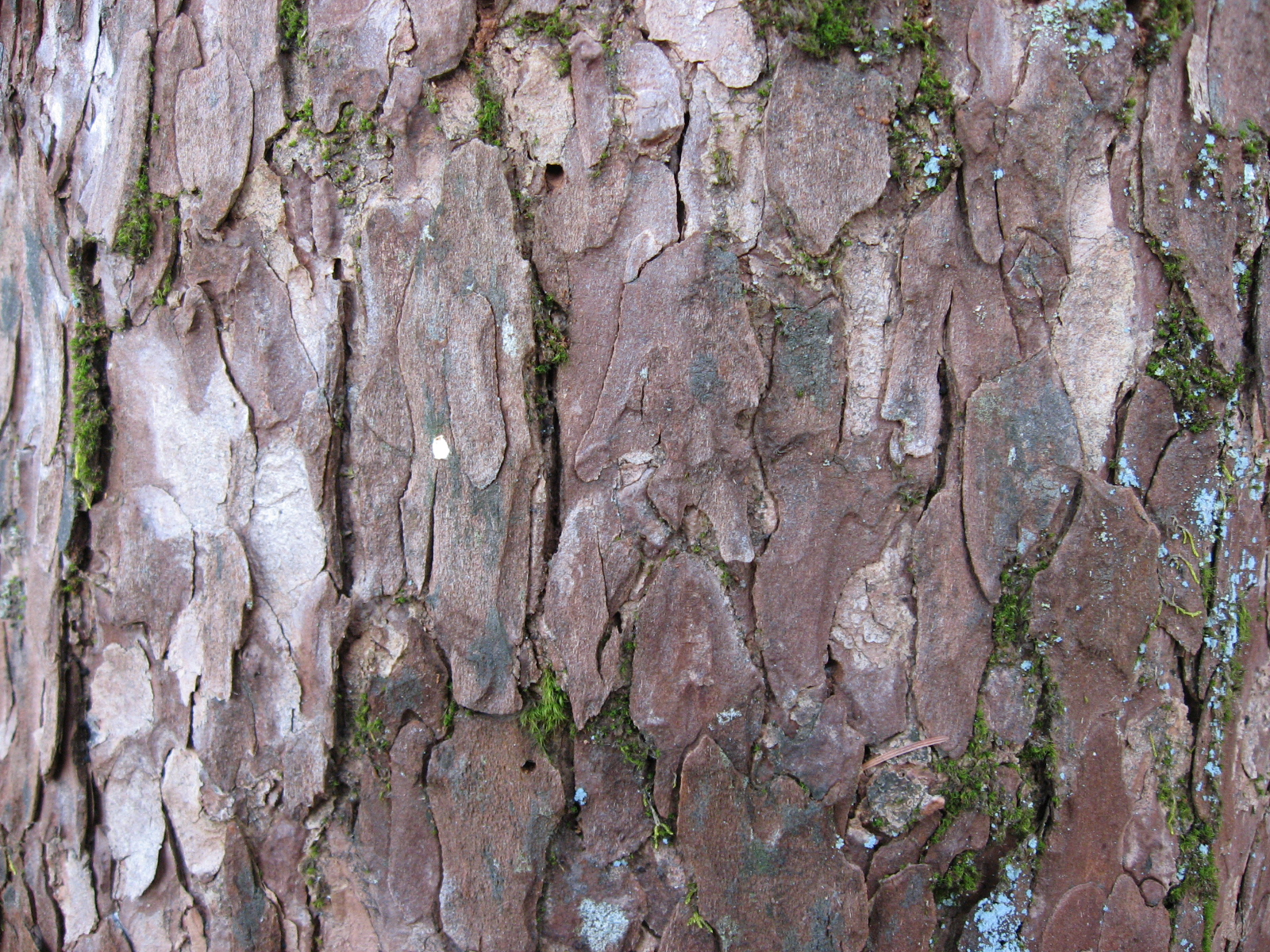
Borka
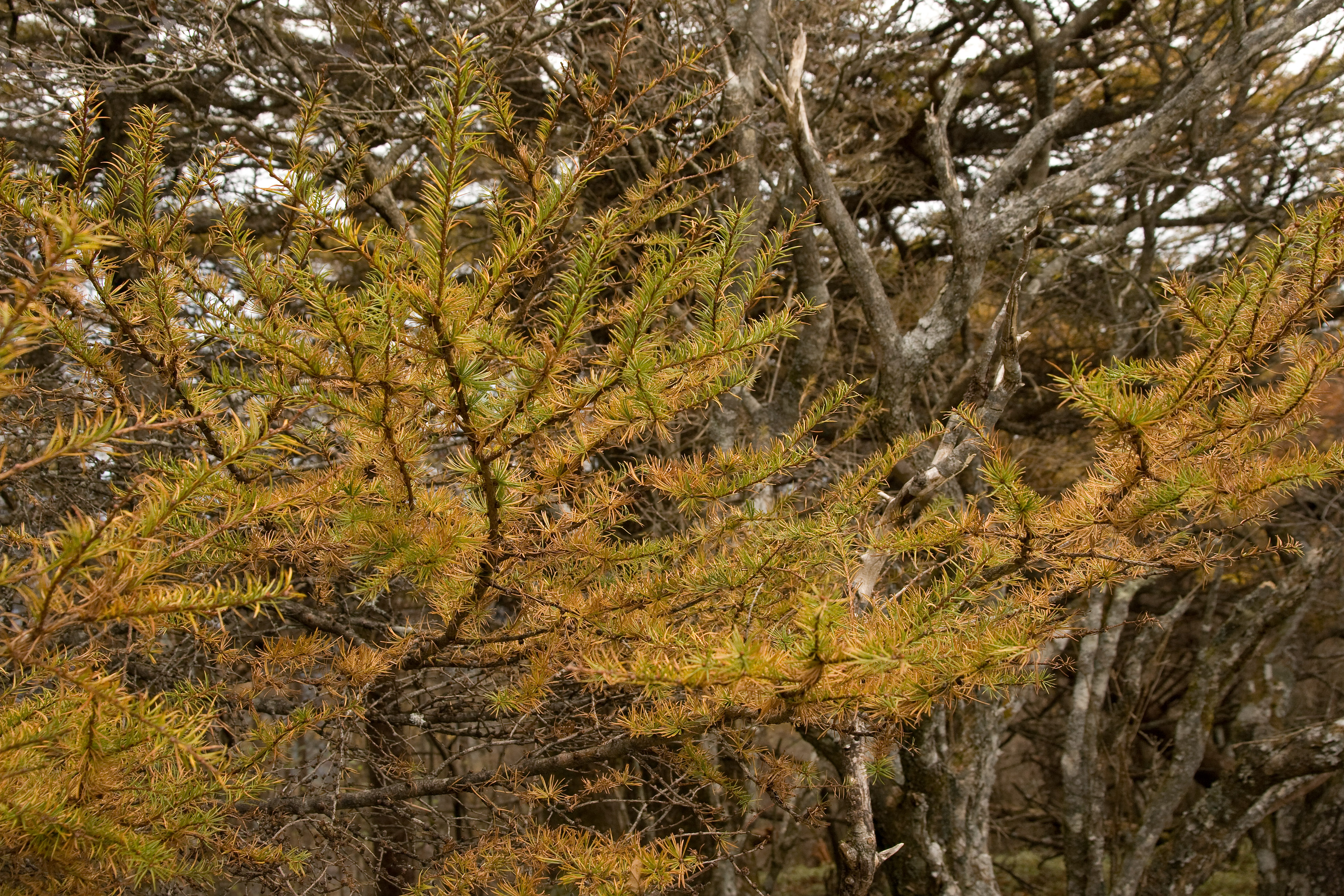
Podzimní zbarvení
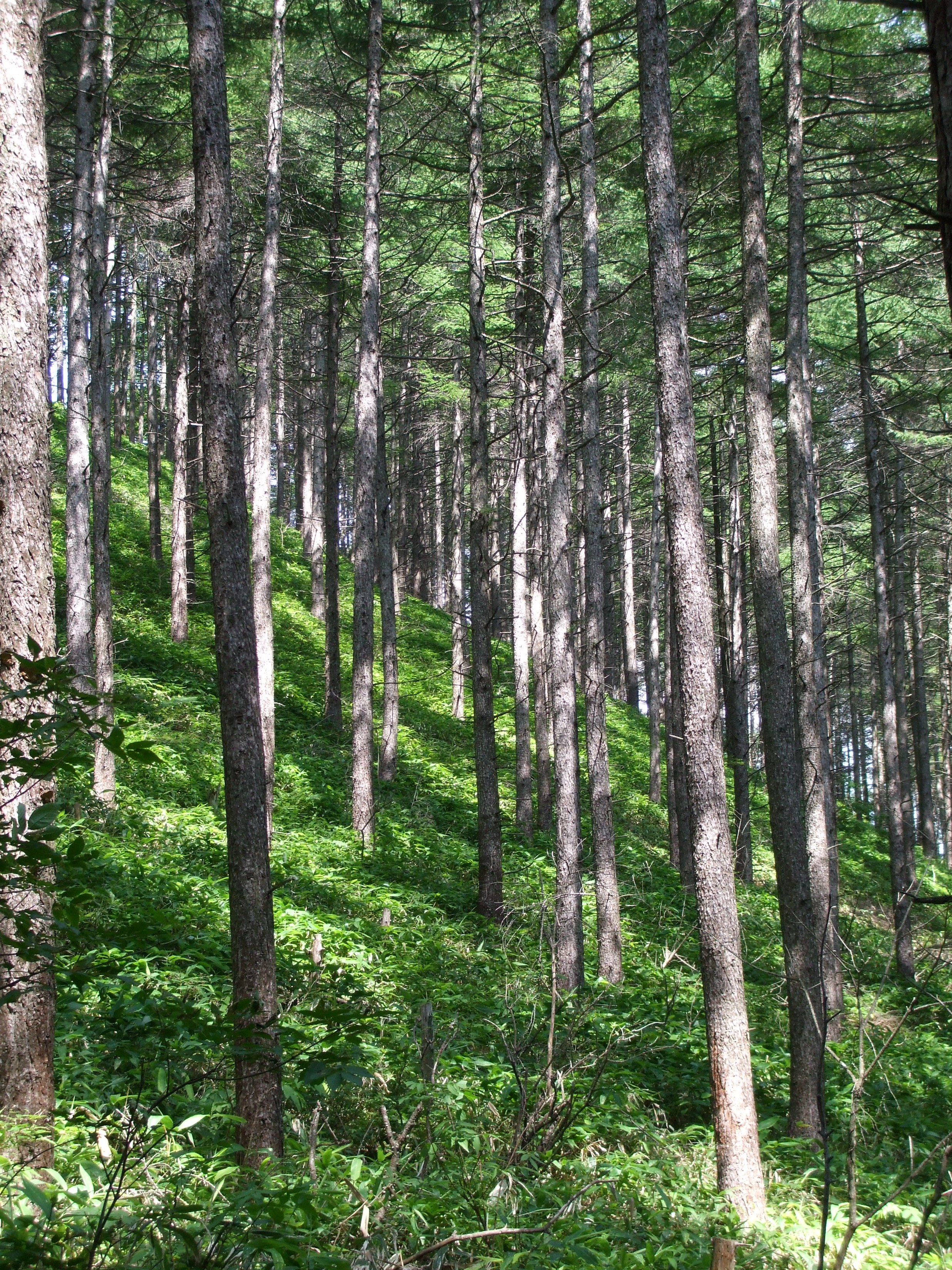
Porost modřínu japonského